# 門山哲也
門山 哲也（かどやま てつや、1983年10月22日 - ）は、埼玉県出身のハンドボール選手。日本ハンドボールリーグのトヨタ車体所属。

## 経歴
2005年に日本ハンドボールリーグのトヨタ車体へ加入。
2006-07年シーズンはリーグ4位の得点（110得点）を挙げ、最優秀新人賞を受賞。
2007-08年シーズンはリーグ9位タイのフィールド得点（74得点）を記録。
2008年5月に北京オリンピック世界最終予選の日本代表に選出。
2008-09年シーズンはリーグ8位の100得点を記録した。
2009-10年シーズンはリーグ2位の83得点を記録し、ベストセブンに選出された。
2010-11年シーズンはリーグ10位のフィールド得点（71得点）、シュート率はリーグ3位の.607を記録した。
2011-12年シーズンはリーグ9位タイのフィールド得点（63得点）を記録。最優秀選手賞とベストセブンに選ばれた。
2012年にデンマークのノアシェランへ移籍。2012-13年シーズン限りで退団した。
2013年にトヨタ車体へ復帰。

## 詳細情報

### 年度別成績
| 年      | チーム     | 試合 | フィールド 得点 | 率   | 7m  | 合計    | 警告 | 退場 | 失格 |
| ------- | ---------- | ---- | --------------- | ---- | --- | ------- | ---- | ---- | ---- |
| 2007-08 | トヨタ車体 | 15   | 74/136          | .544 | 0/0 | 74/136  | 8    | 5    | 0    |
| 2008-09 | トヨタ車体 | 18   | 100/184         | .543 | 0/0 | 100/184 | 8    | 4    | 0    |
| 2009-10 | トヨタ車体 | 12   | 83/141          | .589 | 0/0 | 83/141  | 7    | 1    | 0    |
| 2010-11 | トヨタ車体 | 13   | 71/117          | .607 | 0/0 | 71/117  | 2    | 1    | 0    |
| 2011-12 | トヨタ車体 | 13   | 63/105          | .600 | 0/0 | 63/105  | 7    | 3    | 0    |
| 2013-14 | トヨタ車体 | 15   | 54/99           | .545 | 0/0 | 54/99   | 5    | 4    | 0    |
| 2014-15 | トヨタ車体 | 15   | 34/62           | .548 | 0/0 | 34/62   | 0    | 3    | 1    |
| 2015-16 | トヨタ車体 | 11   | 16/39           | .410 | 0/0 | 16/39   | 1    | 0    | 0    |
| 2016-17 | トヨタ車体 | 16   | 58/106          | .547 | 0/0 | 58/106  | 1    | 2    | 0    |
| 2017-18 | トヨタ車体 | 21   | 66/114          | .579 | 0/0 | 66/114  | 1    | 3    | 0    |
| 2018-19 | トヨタ車体 | 19   | 45/76           | .592 | 0/0 | 45/76   | 0    | 0    | 0    |

- 各年度の太字はリーグ最高
- 2006-07年シーズン以前の成績はランニングスコアが公開されていないため省略

### 通算成績
| リーグ    | フィールド 得点 | 率   | 7m  | 合計     |
| --------- | --------------- | ---- | --- | -------- |
| JHL：13年 | 791/1423        | .556 | 0/0 | 791/1423 |

- 2018-19年シーズン終了時点

### タイトル・表彰

#### 日本ハンドボールリーグ
- 最優秀選手賞：1回 (2011年)
- 最優秀新人賞 (2006年)
- ベストセブン賞：2回 (2009年・2011年)

#### 社会人選手権
※前身の実業団選手権含む
- ベストセブン：2回 (2010年・2011年)

### 記録
- 通算400得点：2010年9月26日、対大同特殊鋼戦（大分県立総合体育館）[12]
- 通算500得点：2011年12月17日、対湧永製薬戦（湧永満之記念体育館）[13]
- 通算600得点：2015年2月14日、対豊田合成戦（刈谷市体育館）[14]
- 通算700得点：2017年10月21日、対大同特殊鋼戦（清水総合運動場体育館）[15]

## 代表歴

### 日本代表
- オリンピック予選 (北京五輪アジア予選/世界最終予選・ロンドン五輪アジア予選/世界最終予選)
- 世界選手権 (2011年・2019年)
- アジア選手権 (2010年・2012年・2018年)
- アジア競技大会 (2006年・2010年・2018年)
- ジャパンカップ (2006年・2007年・2008年・2010年・2018年)
- ヒロシマ国際大会 (2008年・2010年)
- 中国国際大会 (2007年)
- 日韓定期戦 (2009年・2011年・2017年・2018年)
- インターナショナルマッチ (2018年)

### 日本代表U-24
- 世界学生選手権 (2004年・2006年)